# Tekkyū Kayō
Tekkyū Kayō (嘉陽哲久?, Kayō Tekkyū; Tokyo, 21 novembre 1981) è un pilota motociclistico giapponese.

## Carriera
Inizia a gareggiare con le pocket bike all'età di 4 anni e inizia a gareggiare in competizioni locali di minimoto all'età di 12 anni. Nel 1996 partecipa al campionato Kanto Area Road Racing, che vince. Nello stesso anno giunge secondo sul circuito di Tsukuba con la SP12 e vince sul circuito di Nikkō con la SP12EXP.
L'anno successivo vince il campionato Road Racing orientale e giunge 38º nel campionato giapponese della classe 125, con miglior risultato un 13º posto. Nel 1998 partecipa al campionato giapponese della classe 250, concludendo 10º, con un 4º posto come miglior risultato in gara. Sempre nello stesso anno gareggia come wild card a Donington nel campionato britannico, concludendo 2º. Partecipa anche al campionato europeo dove conquista un podio e si classifica diciannovesimo.
L'anno seguente giunge 3º nel campionato giapponese 250 con la TSR AC28M e, sempre nello stesso anno, partecipa alla sua prima gara nel motomondiale. Nel 2002 ottiene anche il titolo nazionale giapponese della classe 250.

## Risultati in gara

### Motomondiale

#### Classe 250
| 1999 | Classe | Moto      |  |    |  |  |  |  |  |  |  |  |  |  |  |  |  |  | Punti | Pos. |
| ---- | ------ | --------- |  | -- |  |  |  |  |  |  |  |  |  |  |  |  |  |  | ----- | ---- |
| 1999 | 250    | TSR Honda |  | 15 |  |  |  |  |  |  |  |  |  |  |  |  |  |  | 1     | 31º  |

| 2000 | Classe | Moto      |  |  |    |  |  |  |  |  |  |  |  |  |  |  |  |  | Punti | Pos. |
| ---- | ------ | --------- |  |  | -- |  |  |  |  |  |  |  |  |  |  |  |  |  | ----- | ---- |
| 2000 | 250    | TSR Honda |  |  | 17 |  |  |  |  |  |  |  |  |  |  |  |  |  | 0     |      |

| 2001 | Classe | Moto      |    |  |  |  |  |  |  |  |  |  |  |  |  |  |  |  | Punti | Pos. |
| ---- | ------ | --------- | -- |  |  |  |  |  |  |  |  |  |  |  |  |  |  |  | ----- | ---- |
| 2001 | 250    | TSR Honda | 20 |  |  |  |  |  |  |  |  |  |  |  |  |  |  |  | 0     |      |

| 2002 | Classe | Moto   |  |  |  |  |  |  |  |  |  |  |  |  |     |  |  |  | Punti | Pos. |
| ---- | ------ | ------ |  |  |  |  |  |  |  |  |  |  |  |  | --- |  |  |  | ----- | ---- |
| 2002 | 250    | Yamaha |  |  |  |  |  |  |  |  |  |  |  |  | Rit |  |  |  | 0     |      |

| 2003 | Classe | Moto   |   |  |  |  |  |  |  |  |  |  |  |  |  |  |  |  | Punti | Pos. |
| ---- | ------ | ------ | - |  |  |  |  |  |  |  |  |  |  |  |  |  |  |  | ----- | ---- |
| 2003 | 250    | Yamaha | 9 |  |  |  |  |  |  |  |  |  |  |  |  |  |  |  | 7     | 26º  |

| Legenda | 1º posto        | 2º posto            | 3º posto            | A punti      | Senza punti        | Grassetto – Pole position Corsivo – Giro più veloce |
| Legenda | Gara non valida | Non qual./Non part. | Ritirato/Non class. | Squalificato | '-' Dato non disp. | Grassetto – Pole position Corsivo – Giro più veloce |

#### Classe 500
| 2000 | Classe | Moto              |  |  |  |  |  |  |  |  |  |    |  |  |  |  |    |    | Punti | Pos. |
| ---- | ------ | ----------------- |  |  |  |  |  |  |  |  |  | -- |  |  |  |  | -- | -- | ----- | ---- |
| 2000 | 500    | TSR Honda e Honda |  |  |  |  |  |  |  |  |  | NP |  |  |  |  | 16 | 13 | 3     | 24º  |

| Legenda | 1º posto        | 2º posto            | 3º posto            | A punti      | Senza punti        | Grassetto – Pole position Corsivo – Giro più veloce |
| Legenda | Gara non valida | Non qual./Non part. | Ritirato/Non class. | Squalificato | '-' Dato non disp. | Grassetto – Pole position Corsivo – Giro più veloce |

### Campionato mondiale Supersport
| 2003 | Moto   |  |  |   |  |  |  |  |  |  |   |  |  | Punti | Pos. |
| ---- | ------ |  |  | - |  |  |  |  |  |  | - |  |  | ----- | ---- |
| 2003 | Yamaha |  |  | 4 |  |  |  |  |  |  | 7 |  |  | 22    | 20º  |

| 2004 | Moto   |  |  |  |  |     |  |  |  |  |  |  |  | Punti | Pos. |
| ---- | ------ |  |  |  |  | --- |  |  |  |  |  |  |  | ----- | ---- |
| 2004 | Yamaha |  |  |  |  | Rit |  |  |  |  |  |  |  | 0     |      |

| Legenda | 1º posto        | 2º posto            | 3º posto           | A punti      | Senza punti        | Grassetto – Pole position Corsivo – Giro più veloce |
| Legenda | Gara non valida | Non qual./Non part. | Ritirato/Non class | Squalificato | '-' Dato non disp. | Grassetto – Pole position Corsivo – Giro più veloce |